# Isao Morishita
Isao Morishita (森下 勲 Morishita Isao?) (Ibaraki, 17 de diciembre de 1937) es un expiloto de motociclismo japonés, que compitió en el Campeonato del Mundo de Motociclismo entre 1962 y 1967. Sus mejores temporadas serán en 1963 y 1964 en el que acabaría en la cuarta posición de la clasificación general de 50 cc y donde consiguió una victoria del Gran Premio de Bélgica de 1963 de 50cc.

## Participaciones

### Campeonato del Mundo
Sistema de puntuación desde 1950 hasta 1968:
| Posición | 1 | 2 | 3 | 4 | 5 | 6 |
| Puntos   | 8 | 6 | 4 | 3 | 2 | 1 |

(carreras en cursiva indica vuelta rápida)
| Año  | Cat.  | Moto        | 1     | 2     | 3     | 4     | 5     | 6     | 7     | 8     | 9     | 10      | 11    | 12      | 13    | Pts. | Pos. |
| ---- | ----- | ----------- | ----- | ----- | ----- | ----- | ----- | ----- | ----- | ----- | ----- | ------- | ----- | ------- | ----- | ---- | ---- |
| 1962 | 50cc  | Suzuki      | ESP - | FRA - | IDM - | NED - | BEL - | GER - |       | RDA - | NAT 5 | FIN -   | ARG - |         |       | 2    | 12.º |
| 1962 | 125cc | Suzuki      | ESP - | FRA - | IDM - | NED - | BEL - | GER - |       | RDA - | NAT - | FIN Ret | ARG - |         |       | 2    | 12.º |
| 1963 | 50cc  | Suzuki      | ESP 4 | GER 2 | FRA - | IDM 4 | NED 4 | BEL 1 |       |       | FIN 4 |         | ARG - | JPN Ret |       | 23   | 4.º  |
| 1964 | 50cc  | Suzuki      | USA 2 | ESP 4 | FRA 5 | IOM 3 | NED 2 | BEL 5 | GER 2 |       |       | FIN 4   |       |         |       | 25   | 4.º  |
| 1964 | 125cc | Suzuki      | USA 4 | ESP - | FRA - | IOM - | NED - | BEL - | GER - | ULS - | RDA - | FIN -   | NAT - | JPN -   |       | 3    | 14.º |
| 1966 | 50cc  | Bridgestone | ESP - | GER - |       | NED 6 |       |       |       |       |       | IDM Ret | NAT - | JPN -   |       | 0    | -    |
| 1967 | 125cc | Suzuki      | ESP - | GER - | FRA - | IDM - | NED - |       | RDA - | CZE - | FIN - | ULS -   | NAT - | CAN -   | JPN 4 | 3    | 15°  |